# والاس بریم
والاس بریم (انگلیسی: Wallace Breem; ۱ ژانویهٔ ۱۹۲۶ – ۱ ژانویهٔ ۱۹۹۰) نویسنده کتابدار اهل بریتانیا بود. نوشته‌های او شامل قطعات غیرداستانی بود، اما او احتمالاً بیشتر برای سه رمان تاریخی‌اش، به‌ویژه عقاب در برف (۱۹۷۰) شناخته می‌شود.